# Scincella boettgeri
Scincella boettgeri är en ödleart som beskrevs av  Van Denburgh 1912. Scincella boettgeri ingår i släktet Scincella och familjen skinkar. Inga underarter finns listade i Catalogue of Life.